# Estados Unidos en los Juegos Paralímpicos de Tokio 2020
Estados Unidos estuvo representado en los Juegos Paralímpicos de Tokio 2020 por un total de 235 deportistas, 119 mujeres y 116 hombres.

## Medallistas
El equipo paralímpico estadounidense obtuvo las siguientes medallas:
| Nombre | Deporte                       | Evento                                     |
| --- | ----------------------------- | ------------------------------------------ |
| Oro |                               |                                            |
| Breanna Clark | Atletismo                     | 400 m T20 femenino                         |
| Susannah Scaroni | Atletismo                     | 5000 m T54 femenino                        |
| Nick Mayhugh | Atletismo                     | 100 m T37 masculino                        |
| Nick Mayhugh | Atletismo                     | 200 m T37 masculino                        |
| Daniel Romanchuk | Atletismo                     | 400 m T54 masculino                        |
| Jeremy Campbell | Atletismo                     | Disco F64 masculino                        |
| Roderick Townsend | Atletismo                     | Salto de altura T47 masculino              |
| Sam Grewe | Atletismo                     | Salto de altura T63 masculino              |
| Raymond Martin | Atletismo                     | 100 m T52 masculino                        |
| Tatyana McFadden Noah Malone Brittni Mason Nick Mayhugh | Atletismo                     | 4 × 100 m mixto                            |
| Nate Hinze Trevon Jenifer Matt Lesperance Mike Paye Matt Scott Steven Serio Joshua Turek Brian Bell Jake Williams Jorge Sanchez John Boie Ryan Neiswender                            | Baloncesto en silla de ruedas | Torneo masculino                           |
| Oksana Masters | Ciclismo en ruta              | Ruta H5 femenino                           |
| Oksana Masters | Ciclismo en ruta              | Contrarreloj H4-5 femenino                 |
| Shawn Morelli | Ciclismo en ruta              | Contrarreloj C4 femenino                   |
| Roxanne Trunnell | Hípica                        | Doma individual grado I mixto              |
| Roxanne Trunnell | Hípica                        | Doma individual estilo libre grado I mixto |
| Mallory Weggemann | Natación                      | 100 m espalda S7 femenino                  |
| Mallory Weggemann | Natación                      | 200 m estilos SM7 femenino                 |
| Jessica Long | Natación                      | 100 m mariposa S8 femenino                 |
| Jessica Long | Natación                      | 200 m estilos SM8 femenino                 |
| Elizabeth Marks | Natación                      | 100 m espalda S6 femenino                  |
| Hannah Aspden | Natación                      | 100 m espalda S9 femenino                  |
| Gia Pergolini | Natación                      | 100 m espalda S13 femenino                 |
| Mikaela Jenkins | Natación                      | 100 m mariposa S10 femenino                |
| McKenzie Coan | Natación                      | 400 m libre S7 femenino                    |
| Morgan Stickney | Natación                      | 400 m libre S8 femenino                    |
| Anastasia Pagonis | Natación                      | 400 m libre S11 femenino                   |
| Jessica Long Hannah Aspden Mikaela Jenkins Morgan Stickney | Natación                      | 4 × 100 m estilos (34 ptos.) femenino      |
| Robert Griswold | Natación                      | 100 m espalda S8 masculino                 |
| Robert Griswold | Natación                      | 100 m mariposa S8 masculino                |
| Evan Austin | Natación                      | 50 m mariposa S7 masculino                 |
| Ian Seidenfeld | Tenis de mesa                 | Individual 6 masculino                     |
| Kevin Mather | Tiro con arco                 | Recurvo individual clase abierta masculino |
| Bradley Snyder | Triatlón                      | PTVI masculino                             |
| Allysa Seely | Triatlón                      | PT2 femenino                               |
| Kendall Gretsch | Triatlón                      | PTWC femenino                              |
| Monique Burkland Whitney Dosty Annie Flood Kaleo Maclay Jillian Williams Emma Schieck Heather Erickson Kathryn Holloway Nichole Millage Lora Webster Alexis Shifflett Bethany Zummo  | Voleibol sentado              | Torneo femenino                            |
| Plata |                               |                                            |
| Brittni Mason | Atletismo                     | 100 m T47 femenino                         |
| Brittni Mason | Atletismo                     | 200 m T47 femenino                         |
| Jaleen Roberts | Atletismo                     | 100 m T37 femenino                         |
| Jaleen Roberts | Atletismo                     | Salto de longitud T37 femenino             |
| Cheri Madsen | Atletismo                     | 400 m T54 femenino                         |
| Tatyana McFadden | Atletismo                     | 800 m T54 femenino                         |
| Liza Corso | Atletismo                     | 1500 m T13 femenino                        |
| Cassie Mitchell | Atletismo                     | Maza F51 femenino                          |
| Noah Malone | Atletismo                     | 100 m T12 masculino                        |
| Noah Malone | Atletismo                     | 400 m T12 masculino                        |
| Raymond Martin | Atletismo                     | 400 m T52 masculino                        |
| Raymond Martin | Atletismo                     | 1500 m T52 masculino                       |
| Nick Mayhugh | Atletismo                     | 400 m T37 masculino                        |
| Hagan Landry | Atletismo                     | Peso F41 masculino                         |
| Dallas Wise | Atletismo                     | Salto de altura T47 masculino              |
| Lex Gillette | Atletismo                     | Salto de longitud T11 masculino            |
| Roderick Townsend | Atletismo                     | Salto de longitud T47 masculino            |
| Shawn Morelli | Ciclismo en pista             | Persecución individual C4 femenino         |
| Aaron Keith | Ciclismo en ruta              | Contrarreloj C1 masculino                  |
| Lisa Banta Amanda Dennis Marybai Huking Eliana Mason Asya Miller Mindy Cook | Golbol                        | Torneo femenino                            |
| Jessica Long | Natación                      | 100 m braza SB7 femenino                   |
| Jessica Long | Natación                      | 400 m libre S8 femenino                    |
| Elizabeth Marks | Natación                      | 50 m libre S6 femenino                     |
| Leanne Smith | Natación                      | 100 m libre S3 femenino                    |
| McKenzie Coan | Natación                      | 100 m libre S7 femenino                    |
| Mallory Weggemann | Natación                      | 50 m mariposa S7 femenino                  |
| Elizabeth Smith | Natación                      | 100 m mariposa S9 femenino                 |
| Ahalya Lettenberger | Natación                      | 200 m estilos SM7 femenino                 |
| Colleen Young | Natación                      | 200 m estilos SM13 femenino                |
| David Henry Abrahams | Natación                      | 100 m braza SB13 masculino                 |
| Steven Haxton | Piragüismo                    | VL2 masculino                              |
| Danielle Hansen Allie Reilly John Tanguay Charley Nordin Karen Petrik | Remo                          | Cuatro con timonel PR3Mix4+ mixto          |
| Charles Aoki Chad Cohn Joe Delagrave Adam Scaturro Jeff Butler Lee Fredette Eric Newby Kory Puderbaugh Josh Wheeler Joe Jackson Charles Melton Ray Hennagir                          | Rugby en silla de ruedas      | Torneo mixto                               |
| Hailey Danisewicz | Triatlón                      | PT2 femenino                               |
| Grace Norman | Triatlón                      | PT4 femenino                               |
| Ben Goodrich | Yudo                          | –100 kg masculino                          |
| Bronce |                               |                                            |
| Kym Crosby | Atletismo                     | 100 m T13 femenino                         |
| Kym Crosby | Atletismo                     | 400 m T13 femenino                         |
| Deja Young | Atletismo                     | 100 m T47 femenino                         |
| Cheri Madsen | Atletismo                     | 100 m T54 femenino                         |
| Alexa Halko | Atletismo                     | 800 m T34 femenino                         |
| Susannah Scaroni | Atletismo                     | 800 m T54 femenino                         |
| Tatyana McFadden | Atletismo                     | 5000 m T54 femenino                        |
| Jarryd Wallace | Atletismo                     | 200 m T64 masculino                        |
| Hunter Woodhall | Atletismo                     | 400 m T62 masculino                        |
| Daniel Romanchuk | Atletismo                     | Maratón T54 masculino                      |
| Justin Phongsavanh | Atletismo                     | Jabalina F54 masculino                     |
| Joshua Cinnamo | Atletismo                     | Peso F46 masculino                         |
| Isaac Jean-Paul | Atletismo                     | Salto de longitud T13 masculino            |
| Trenten Merrill | Atletismo                     | Salto de longitud T64 masculino            |
| Abigail Bauleke Rose Hollermann Darlene Hunter Natalie Schneider Courtney Ryan Kaitlyn Eaton Alejandra Ibáñez Zoe Voris Josie Aslakson Ixhelt Gonzalez Lindsey Zurbrugg Bailey Moody | Baloncesto en silla de ruedas | Torneo femenino                            |
| Jill Walsh | Ciclismo en ruta              | Ruta T1-2 femenino                         |
| Alicia Dana | Ciclismo en ruta              | Ruta H1-4 femenino                         |
| Ryan Pinney Alicia Dana Alfredo de los Santos | Ciclismo en ruta              | Relevo por equipos H1-5 mixto              |
| Rebecca Hart Roxanne Trunnell Kate Shoemaker | Hípica                        | Doma por equipos grado I-V mixto           |
| Julia Gaffney | Natación                      | 100 m espalda S7 femenino                  |
| Julia Gaffney | Natación                      | 400 m libre S7 femenino                    |
| Sophia Elizabeth Herzog | Natación                      | 100 m braza SB6 femenino                   |
| Colleen Young | Natación                      | 100 m braza SB13 femenino                  |
| Jessica Long | Natación                      | 100 m espalda S8 femenino                  |
| Elizabeth Marks | Natación                      | 50 m mariposa S6 femenino                  |
| Anastasia Pagonis | Natación                      | 200 m estilos SM11 femenino                |
| Jamal Hill | Natación                      | 50 m libre S9 masculino                    |
| Evan Austin | Natación                      | 400 m libre S7 masculino                   |
| Matthew Torres | Natación                      | 400 m libre S8 masculino                   |
| Evan Medell | Taekwondo                     | +75 kg masculino                           |
| Jenson Van Emburgh | Tenis de mesa                 | Individual 3 masculino                     |